# 유중 (성양후)
유중(劉衆, ? ~ ?)은 전한 말기의 제후로, 초사왕의 아들이다.

## 행적
원시 원년(1년), 성양후(成陽侯)에 봉해졌다.
성양후 중 8년(8년), 작위가 박탈되었다.

## 출전
- 반고, 《한서》 권15하 왕자후표 下

| 선대 (6년 전) 조흔 | 전한의 성양후 1년 2월 병진일 ~ 8년 | 후대 (전한 멸망) |